# Martin Štěpánek (acteur)
Pour les articles homonymes, voir Martin Štěpánek et Štěpánek.
Martin Štěpánek, né le 11 janvier 1947 à Prague et mort par suicide le 16 septembre 2010 dans la même ville, est un acteur, homme politique, journaliste, écrivain, photographe, réalisateur et animateur de télévision tchèque.

## Biographie

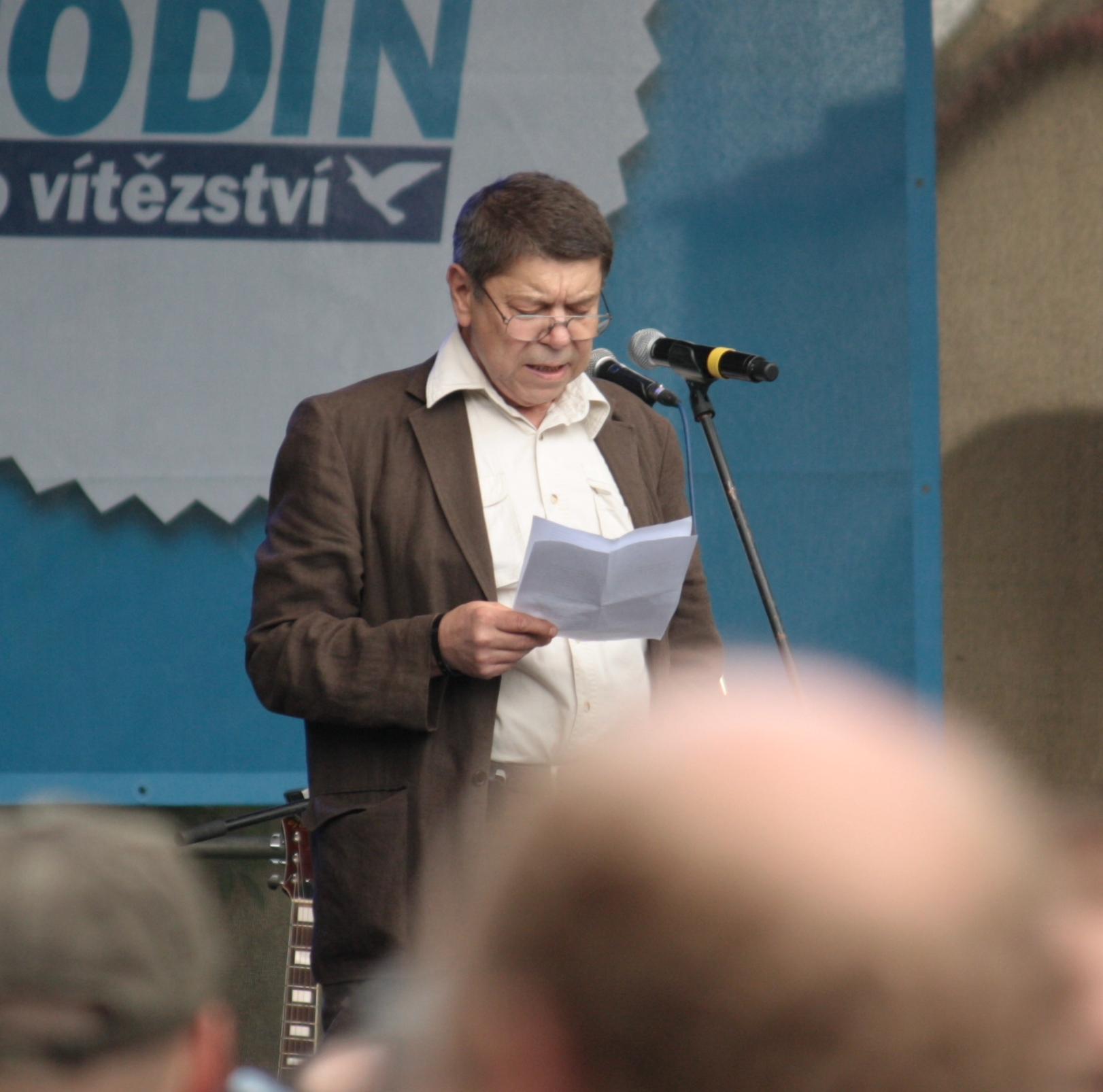
Václav Jehlička en mai 2010.